# Kingsbury (stanice metra v Londýně)
Kingsbury je stanice metra v Londýně, otevřená 10. prosince 1932. V letech 1932-1939 se stanice nacházela na Metropolitan Line a v letech 1939-1979 se nacházela na Bakerloo Line. Dnes leží na lince:
- Jubilee Line (mezi stanicemi Wembley Park a Queensbury)

| Rok  | Počet cestujících |
| ---- | ----------------- |
| 2011 | 3,44 mil          |
| 2012 | 3,73 mil          |
| 2013 | 4,12 mil          |
| 2014 | 4,59 mil          |